# Wang Manyu
Dans ce nom chinois, le nom de famille, Wang, précède le nom personnel Manyu.
Pour les articles homonymes, voir Wang (patronyme).
Wang Manyu (Chinois : 王曼昱; pinyin: Wáng Mànyù), née le 9 février 1999, est une pongiste chinoise.
Wang Manyu est droitière, a un style de jeu attaquant et une prise de raquette classique. Elle est sacrée championne du monde en 2021.
Elle est 2e mondiale en mai 2025.

## Carrière sportive
L'année 2018 commence avec sa victoire à l'open de Hongrie, où elle bat la numéro un mondial Chen Meng en quarts de finale, Chen Xingtong en demi-finale et Sun Yingsha en finale.
En mars, Wang Manyu est sélectionnée pour les Championnats du monde par équipe 2018, après s'être placée numéro 2 dans la sélection au sein de l'équipe chinoise pour la qualification à cet événement. Après avoir remporté aussi la Coupe du monde par équipe, Wang Manyu remporte en simple l'Open de Hong-Kong en finale contre Chen Xingtong, et l'Open de Chine en finale contre Ding Ning.
Finaliste lors de l'Open du Qatar et lors de l'Open du Japon, elle signe une des meilleures performances depuis la création du World Tour en 1996, puisqu'en cinq événements elle atteint cinq fois la finale, et remporte trois fois le titre, ce qui la qualifie, dès la moitié de l'année, pour la Grande Finale du World Tour.
En 2021 elle remporte le titre mondial en simple lors des Championnats du monde de tennis de table à Houston.

## Palmarès

### 2021
- Vainqueur des Jeux olympiques d'été de 2020 en équipes.

### 2022
- Vainqueur du WTT Champions European Summer Series 2022 - simple dames.

### 2023
- Vainqueur du WTT Champions Macao 2023 - simple dames.
- Vainqueur du WTT Contender Taiyuan 2023 - simple dames.

### 2024
- Vainqueur du WTT Smash Singapour 2024- simple et double dames.
- Vainqueur des Jeux olympiques d'été de 2024 en équipes.